# Onanias, o Poderoso Machão
Onanias, o Poderoso Machão é um filme brasileiro de 1975, dirigido por Élio Vieira de Araújo e Geraldo Affonso Miranda no gênero erótico e comédia.

## Enredo
Onanias é um entregador de uma fábrica de sutiãs que, apesar de não ser jovem, ainda é virgem. Sabendo disso, seu chefe, Segisvaldo, o envia ao doutor Matsus-Bardot, que lhe arranja um encontro. Onanias se consola através de sonhos eróticos cuja principal protagonista é uma estrela de cinema, pela qual ele é apaixonado e cujo retrato traz preso ao banco de seu triciclo.

## Elenco
- Tutuca é Onanias
- Olívia Pineschi é Estrela de cinema
- Zezé Macedo é Cibele
- Nildo Parente é Doutor Matsus-Bardot
- Mauro Rosas é Dudu